# WILL (稲垣潤一のアルバム)
『WILL』（ウィル）は、1991年4月3日にファンハウスから発売された、稲垣潤一11枚目のスタジオ・アルバム。

## 背景
シングルは、「メリークリスマスが言えない」同日発売シングル「セカンド・キス/リワインド」を収録。
同年6月には両A面「さらば愛しき人よ/Congratulations」がシングルカットされている。

## リリース

### ボーナス・トラック
2002年盤のみボーナス・トラックとして「1969の片思い」カップリング曲「愛のかたち」を収録。

### パッケージ仕様
1991年初盤はスリーブプリントケース仕様。

### 再発盤リリース変遷
2002年1月23日、テイチクエンタテインメント（EXPRESSレーベル～ファンハウスまでの15枚のアルバムが同時再発売）から、2008年1月23日にはUSM JAPAN（EXPRESSからファンハウスまでのアルバム15枚・2000年発売『MY ONE』計16枚が同時再発売）から、再発盤がリリースされている。

## 収録曲
- 既発曲の解説は各収録作品を参照のこと。

1. Love Is Hard Buisiness
作詞：売野雅勇　作曲：MAYUMI　編曲：坂本洋
2. リワインド
作詞：秋元康　作曲：松本俊明 編曲：萩田光雄
3. セカンド・キス
作詞：秋元康　作曲：松本俊明　編曲：萩田光雄
4. Get Back To Myself
作詞：渡辺なつみ　作曲：MAYUMI　編曲：坂本洋
シングル「メリークリスマスが言えない」カップリング曲。
5. Truth
作詞：売野雅勇　作曲：景家淳　編曲：坂本洋
6. 今日が永遠
作詞：大津あきら　作曲：赤塩正樹　編曲：坂本洋
7. さらば愛しき人よ
作詞：渡辺なつみ　作曲：岸正之　編曲：坂本洋
8. それぞれの渚
作詞：石川あゆ子　作曲・編曲：萩田光雄
9. Congratulations
作詞：秋元康　作曲：ジョーイ・カーボーン　編曲：萩田光雄
シングル「さらば愛しき人よ」カップリング曲。
10. メリークリスマスが言えない
作詞：秋元康　作曲：松本俊明　編曲：萩田光雄
11. 愛のかたち
作詞：秋元康　作曲：安部恭弘　編曲：塩入俊哉
シングル「1969の片思い」カップリング曲
※2002年再発盤のみ収録

## 参加ミュージシャン
- 既発曲の参加ミュージシャンに関しては、各収録作品を参照のこと。

Hagita Section（#2・#3・#8・#9・#10）
- Keyboards：大谷和夫、倉田信雄
- Drums：島村英二、青山純
- Bass：美久月千晴、岡沢章
- Guitar：松原正樹、今剛
- Syn.op：森達彦、松武秀樹
- Strings：加藤Joeグループ、友田グループ
- Chorus：ADAM（坂本洋、鎌田一夫、影家淳）
- Percussion：稲垣潤一

Sakamoto Section（#1・#4・#5・#6・#7）
- Keyboards：坂本洋
- Bass：斎藤巌
- Drums：鎌田清、稲垣潤一
- Guitar：岩井真一
- Syn.op：斎藤修
- Harmonica：八木のぶお
- Chorus：ADAM（坂本洋、鎌田一夫、影家淳）、稲垣潤一、坂本洋